# Prieuré de Drevant

façade du prieuré

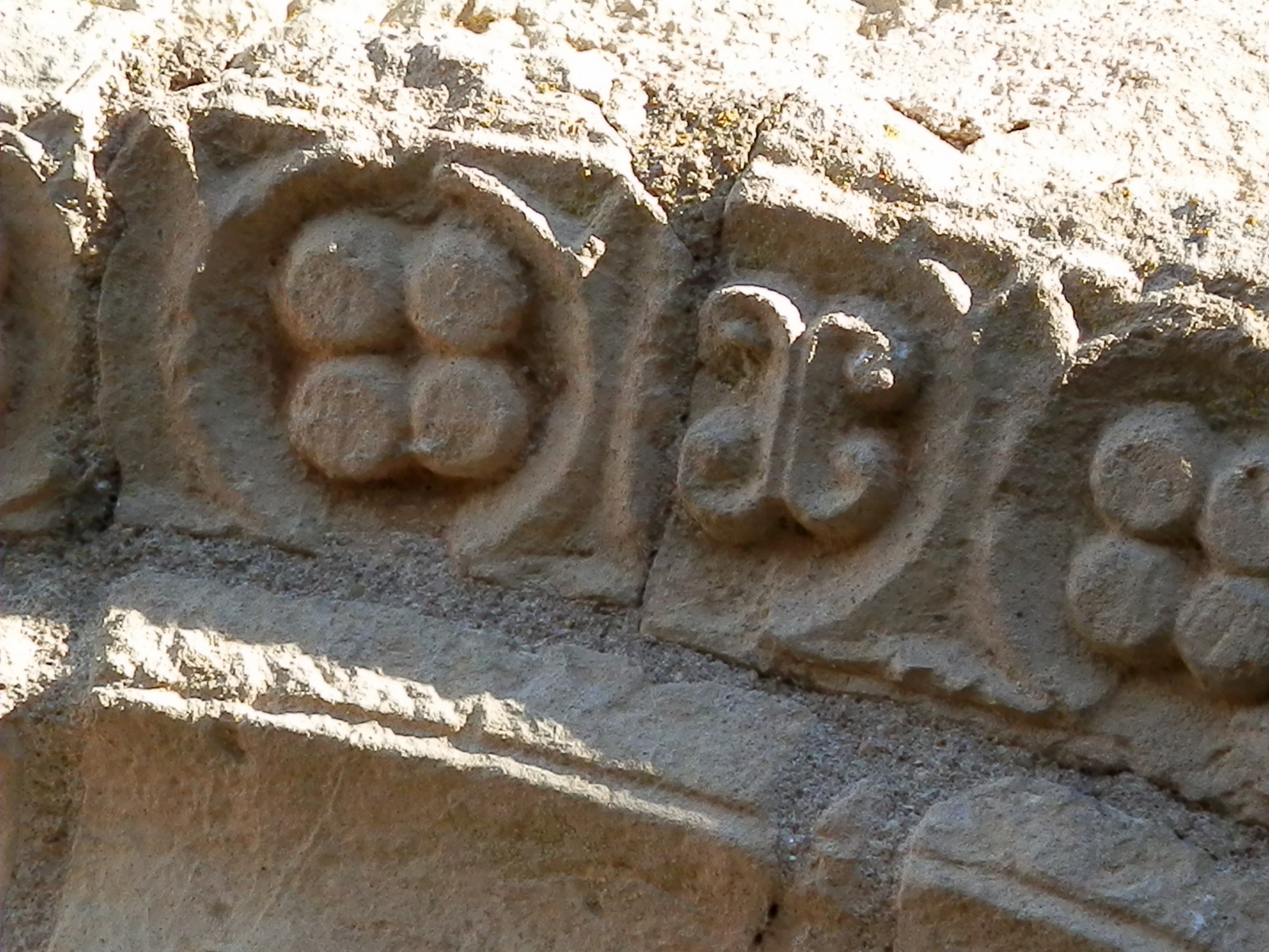
detail façade

Le prieuré de Drevant est un monastère bénédictin, situé à Drevant, dans le département français du Cher, inscrit comme monument historique, site clunisien. Il représente plus de 7 siècles d'implantation monastique à Drevant, clef de la constitution du village.
À l'origine, église primitive de Drevant, consacrée avec le vocable St Julien; elle sera une des 22 dépendances de l'abbaye de Moutier-d'Ahun (Creuse) en 1055, qui établira un prieuré-cure,   ; puis deviendra l'église priorale des moines du prieuré au XVe siècle lorsque l'annexe côté nord sera transformée en église paroissiale.
Le prieuré de Drevant est candidat à la liste du patrimoine Mondial de l'UNESCO : "Cluny et les sites clunisiens", candidature initiée par la FESC Cluny.

## Historique

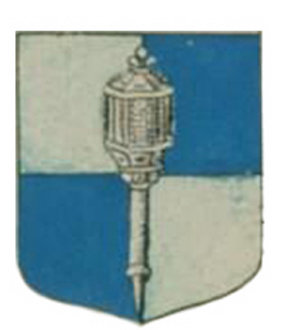
Blason du prieuré.

Drevant, située sur la voie romaine Néris - Bourges, a été convertie en lieu de baptême au début de la Chrétienté.
Église primitive de Drevant, en 1055, il est enregistré un acte de donation du domaine foncier  à Giraud, abbé du Moutier d'Ahun par Ébraud et Guillaume de Saint-Amand, avec l'autorisation de Aimon de Bourbon, archevêque de Bourges et le consentement de tous les chevaliers ayant des droits sur la dite église. Le prieuré est construit en partie sur les fondations d'un bâtiment antique. Il a conservé son chœur à chevet plat avec sa voûte plein cintre et sa façade ouvragée. L'abbaye du Moutier d'Ahun établit un prieuré-cure à Drevant.
Cette abbaye, dans la Creuse, a été fondée en 997 par Boson II, comte de la Marche, consacrée à la Vierge Marie, soumise à la règle de Saint-Benoît ; elle possédait plus d'une vingtaine d'églises, chapelles et prieurés répartis sur trois diocèses (Limoges, Bourges, Poitiers) ; elle est d'abord sous tutelle de l'abbaye d'Uzerche en Corrèze (clunisienne depuis 1068), dont elle s'émancipe au XIIIe siècle. Puis, à la suite des guerres de religion, tombée à l'abandon, elle fait appel à l'ordre de Cluny en 1604 (arrêté du Parlement de Paris), afin de rétablir la règle de Saint Benoit et s'agréger directement à Cluny en 1611, ceci jusqu'en 1788 ou l'ordre de Cluny est aboli.
Le prieuré a joué un rôle essentiel dans la formation du village et un rôle économique lié à la culture de la vigne, propice sur les coteaux du Cher ; il est resté en activité jusqu'à sa vente après la révolution. Les moines en retiraient des redevances en vin, qu'ils envoyaient à l'abbaye du Moutier d'Ahun (50 poinçons par an), outre les revenus en grains et en argent.
Le domaine du prieuré comprenait : bâtiments, terres, port et bac sur le Cher, bateaux, pressoirs, cimetière, dîmes et droits divers sur Drevant, Colombier, La Groutte, Venesmes.
En 1181, une bulle du Pape Lucius III confirme la propriété du prieuré de Drevant à l'Abbaye du Moutier d'Ahun.
En 1189, avant son départ pour la Terre Sainte, le chevalier Raoul du Chaîne cède à l'église de Drevant la dîme qu'il possédait sur Colombier.
En 1329, le prieuré de Drevant s'unit à la mense abbatiale du Moutier d'Ahun par l'archevêque Guillaume de Brosse. 
Le blason du prieuré royal de Drevant est archivé à l'armorial d'Hozié et décrit ainsi : « écartelé d'argent et d'azur à un bâton prieural d'or en pal brochant sur le tout ».
En 1712, à la suite d'un incendie, le pignon est rehaussé et la charpente refaite. 
Le 2 novembre 1747, un procès-verbal est dressé de l'état du prieuré pour ses bâtiments, dépendances, pressoirs et bateaux : en bon état.
Dernier prieur commandataire du Prieuré Royal de Drevant : Jean Elie de Nesmond.
Le 12 avril 1791, il est vendu comme bien national ; privatisé depuis, il est transformé en atelier au rez-de-chaussée et à l'étage en habitation en créant des niveaux. Le chœur à chevet plat et la voute romane en pierre, la façade et la structure de l'ancienne église seront conservés.
Une importante restauration du bâtiment a été réalisée en 1974 ainsi qu'en 2011.
Classé à la Fédération européenne des sites clunisiens depuis 2015, à la suite des recherches historiques de ses propriétaires actuels ; il s'inscrit sur un itinéraire culturel européen reconnu par le conseil de l'Europe 
(voir sur Clunypedia et Coe int).
En 2015, il fête les 960 ans de l'acte de donation du Prieuré à l'abbaye du Moutier d'Ahun.
En 2018, le programme culturel établi par ses propriétaires est labellisé par le ministère de la Culture dans le cadre de l'année européenne du patrimoine culturel pour 2018-2019-2020. Des rendez-vous culturels sont organisés chaque année dans le jardin du prieuré avec l'association CRHEA (Cercle de recherches historiques et expression artistique du domaine du prieuré de Drevant);  deux expositions sont présentées : art et histoire, avec des thèmes renouvelés. 
En 2022 le CRHEA Prieuré de Drevant a créé le circuit "Berry Clunisien" intégrant les sites du Berry reconnus à la Fédération Européenne des Sites Clunisiens 
En 2020, en 2021, en 2022, en 2023, en 2024, en 2025, il reçoit le label « Nouvelles Renaissances » par la région Centre Val de Loire.

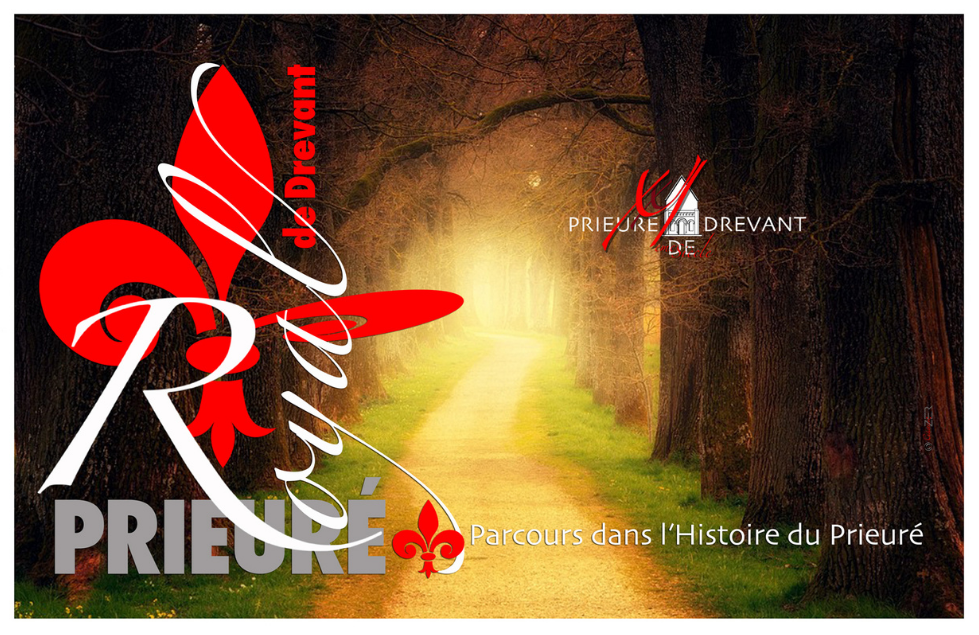
parcours dans l'histoire du prieuré saint julien de drevant

En 2025, il fête les 970 ans de l'acte de donation à l'abbaye du Moutier d'Ahun dans la Creuse.

## Description de la façade
La façade remarquable est inscrite à l'inventaire supplémentaire des monuments historiques, le 2 mars 1926. Elle est visible de la route.
Témoin de l'art roman en Berry, la façade, dont la couleur de la pierre joue avec la lumière dans les tons or, est particulière : elle est divisée en trois arcatures voutées en plein-cintre ; elle se distingue par le portail au tympan nu, accosté de colonnettes aux chapiteaux avec un décor de feuilles striées pour l'un et de deux têtes d'homme barbu et un animal renversé pour l'autre (chapiteau historié de belle facture et à valeur symbolique).  
Ses archivoltes sculptées, garnies de gorges sont bordées d'un riche décor composé de motifs géométriques répétitifs (sauf un en forme de rose ou spirale) de chaque côté du portail, des arcades aveugles ornées. 
Au-dessus, un bandeau et huit modillons, polychromes à l'époque, animaliers et humains de style poitevin ; aux yeux exorbités ou au corps rapetissé, participent à la recherche d'expressivité : (observez le cheval à la harpe).

## Les fouilles
Autour de la chapelle s'est installée une nécropole où reposent sarcophages en calcaire et sépultures en pleine terre, lieu d'inhumation des seigneurs de Charenton pendant plusieurs dizaines d'années, avant qu'ils ne privilégient Noirlac.  
Les fouilles effectuées sur le terrain longeant l'église paroissiale à partir de 1974 sous la direction de Jacques Gourvest, conservateur du musée de Châteaumeillant, ont mis en évidence une densité et une variété des niveaux archéologiques du IIIe siècle apr. J.-C. (ruines d'un habitat) à la fin XVIIe (nécropole), dont un niveau du haut Moyen Âge avec inhumations en sarcophages. 
À noter dans le matériel retrouvé :
- une sépulture à sarcophage avec croix sculptée ; une stèle funéraire gallo-romaine avec un homme barbu, un depôt monétaire.

Une seconde période de fouilles a été effectuée début 1978 sur le Chemin du Prieuré par Jean-Yves Hugoniot ; elle a dégagé une zone d'inhumation début XVIIIe siècle ; un puits ; des structures de soutènement ; des fragments d'hypocauste.

### Sources
- Dossier de l'Inventaire général.